# Ghiacciaio Hobbs (Dipendenza di Ross)
Il ghiacciaio Hobbs è un ghiacciaio vallivo lungo circa 14 km situato nella regione centro occidentale della Dipendenza di Ross, nell'Antartide orientale. Il ghiacciaio, il cui punto più alto si trova a circa 1100 m s.l.m., si trova in particolare all'estremità settentrionale dei colli Denton, sulla costa di Scott, dove fluisce verso est costeggiando il versante meridionale del picco Davison e quello settentrionale del colle Hofman fino a terminare il suo percorso poco prima di arrivare alla baia di Salmon, dopo che al suo flusso si è unito quello del ghiacciaio Priddy.

## Storia
Il ghiacciaio Hobbs è stato scoperto e mappato durante la Spedizione Discovery, condotta da 1901 al 1904 e comandata da Robert Falcon Scott, ma così battezzato solo nel 1911, quando Thomas Griffith Taylor, della Spedizione Terra Nova condotta dal 1910 al 1913 sempre al comando di Scott, gli diede il suo attuale nome in onore di William H. Hobbs, professore di glaciologia all'Università del Michigan.